# Дважды наращённая пятиугольная призма
Два́жды наращённая пятиуго́льная при́зма — один из многогранников Джонсона (J53, по Залгаллеру — П5+2М2).
Составлена из 13 граней: 8 правильных треугольников, 3 квадратов и 2 правильных пятиугольников. Каждая пятиугольная грань окружена тремя квадратными и двумя треугольными; среди квадратных 2 грани окружены двумя пятиугольными, квадратной и треугольной, 1 грань — двумя пятиугольными и двумя треугольными; среди треугольных граней 4 окружены пятиугольной и двумя треугольными, другие 4 — квадратной и двумя треугольными.
Имеет 23 ребра одинаковой длины. 6 рёбер располагаются между пятиугольной и квадратной гранями, 4 ребра — между пятиугольной и треугольной, 1 ребро — между двумя квадратными, 4 ребра — между квадратной и треугольной, остальные 8 — между двумя треугольными.
У дважды наращённой пятиугольной призмы 12 вершин. В 2 вершинах сходятся пятиугольная и две квадратных грани; в 8 вершинах — пятиугольная, квадратная и две треугольных; в 2 вершинах — четыре треугольных.
Дважды наращённую пятиугольную призму можно получить из трёх многогранников — двух квадратных пирамид (J1) и правильной пятиугольной призмы, все рёбра у которых одинаковой длины, — приложив основания пирамид к любым двум не смежным квадратным граням призмы.

## Метрические характеристики
Если дважды наращённая пятиугольная призма имеет ребро длины {\displaystyle a}, её площадь поверхности и объём выражаются как
Невозможно разобрать выражение (SVG (MathML можно включить с помощью плагина для браузера): Недопустимый ответ («Math extension cannot connect to Restbase.») от сервера «http://localhost:6011/ru.wikipedia.org/v1/»:): {\displaystyle S = \left(3+2\sqrt3+\frac{1}{2}\sqrt{25+10\sqrt5}\right)a^2 \approx 9{,}9050564a^2,}

{\displaystyle V=\left({\frac {\sqrt {2}}{3}}+{\frac {\sqrt {25+10{\sqrt {5}}}}{4}}\right)a^{3}\approx 2{,}1918819a^{3}.}